# Giải vô địch bóng đá châu Âu 2016 (vòng loại bảng H)

Dưới đây là kết quả các trận đấu trong khuôn khổ bảng H – vòng loại giải vô địch bóng đá châu Âu 2016. Bảng H bao gồm sáu đội: Ý, Croatia, Na Uy, Bulgaria, Azerbaijan, và Malta, thi đấu trong hai năm 2014 và 2015, theo thể thức lượt đi-lượt về, vòng tròn tính điểm, lấy hai đội đầu bảng tham gia vòng chung kết.

## Bảng xếp hạng
| VT | Đội        | ST | T | H | B | BT | BB | HS  | Đ  | Giành quyền tham dự               |     | Ý   | Croatia | Na Uy | Bulgaria | Azerbaijan | Malta |
| -- | ---------- | -- | - | - | - | -- | -- | --- | -- | --------------------------------- | --- | --- | ------- | ----- | -------- | ---------- | ----- |
| 1  | Ý          | 10 | 7 | 3 | 0 | 16 | 7  | +9  | 24 | Giành quyền vào vòng chung kết    |     | —   | 1–1     | 2–1   | 1–0      | 2–1        | 1–0   |
| 2  | Croatia    | 10 | 6 | 3 | 1 | 20 | 5  | +15 | 20 | Giành quyền vào vòng chung kết    |     | 1–1 | —       | 5–1   | 3–0      | 6–0        | 2–0   |
| 3  | Na Uy      | 10 | 6 | 1 | 3 | 13 | 10 | +3  | 19 | Giành quyền vào trận tranh vé vớt |     | 0–2 | 2–0     | —     | 2–1      | 0–0        | 2–0   |
| 4  | Bulgaria   | 10 | 3 | 2 | 5 | 9  | 12 | −3  | 11 |                                   |     | 2–2 | 0–1     | 0–1   | —        | 2–0        | 1–1   |
| 5  | Azerbaijan | 10 | 1 | 3 | 6 | 7  | 18 | −11 | 6  |                                   | 1–3 | 0–0 | 0–1     | 1–2   | —        | 2–0        |       |
| 6  | Malta      | 10 | 0 | 2 | 8 | 3  | 16 | −13 | 2  |                                   | 0–1 | 0–1 | 0–3     | 0–1   | 2–2      | —          |       |

1. ↑  Croatia bị trừ 1 điểm sau khi cổ động viên của họ có hành vi phân biệt chủng tộc trong trận gặp Ý tại Sân vận động Poljud. Ngoài ra, Liên đoàn bóng đá Croatia phải chơi hai trận tiếp theo của họ trên sân nhà tại Poljud trong điều kiện không có khán giả và bị phạt 100.000€.[4]

## Các trận đấu
Lịch thi đấu của bảng H đã được quyết định sau cuộc họp tại Nice, Pháp vào ngày 23 tháng 2 năm 2014. Giờ địa phương là CET/CEST, như được liệt kê bởi UEFA (giờ địa phương trong ngoặc đơn).
| Azerbaijan  | 1–2      | Bulgaria                       |
| ----------- | -------- | ------------------------------ |
| Nazarov 54' | Chi tiết | Mitsanski 14' · V. Hristov 87' |

| Croatia                   | 2–0      | Malta |
| ------------------------- | -------- | ----- |
| Modrić 46' · Kramarić 81' | Chi tiết |       |

| Na Uy | 0–2      | Ý                      |
| ----- | -------- | ---------------------- |
|       | Chi tiết | Zaza 16' · Bonucci 62' |

| Bulgaria | 0–1      | Croatia            |
| -------- | -------- | ------------------ |
|          | Chi tiết | Bodurov 36' (l.n.) |

| Ý                  | 2–1      | Azerbaijan           |
| ------------------ | -------- | -------------------- |
| Chiellini 44', 82' | Chi tiết | Chiellini 76' (l.n.) |

| Malta | 0–3      | Na Uy                     |
| ----- | -------- | ------------------------- |
|       | Chi tiết | Dæhli 22' · King 26', 49' |

| Croatia                                                                                    | 6–0      | Azerbaijan |
| ------------------------------------------------------------------------------------------ | -------- | ---------- |
| Kramarić 11' · Perišić 34', 45' · Brozović 45+1' · Modrić 57' (ph.đ.) · Sadygov 61' (l.n.) | Chi tiết |            |

| Malta | 0–1      | Ý         |
| ----- | -------- | --------- |
|       | Chi tiết | Pellè 24' |

| Na Uy                            | 2–1      | Bulgaria    |
| -------------------------------- | -------- | ----------- |
| T. Elyounoussi 13' · Nielsen 72' | Chi tiết | Bodurov 43' |

| Azerbaijan | 0–1      | Na Uy         |
| ---------- | -------- | ------------- |
|            | Chi tiết | Nordtveit 25' |

| Bulgaria     | 1–1      | Malta              |
| ------------ | -------- | ------------------ |
| Galabinov 6' | Chi tiết | Failla 49' (ph.đ.) |

| Ý            | 1–1      | Croatia     |
| ------------ | -------- | ----------- |
| Candreva 11' | Chi tiết | Perišić 15' |

| Azerbaijan                  | 2–0      | Malta |
| --------------------------- | -------- | ----- |
| Huseynov 4' · Nazarov 90+2' | Chi tiết |       |

| Croatia                                                                  | 5–1      | Na Uy      |
| ------------------------------------------------------------------------ | -------- | ---------- |
| Brozović 30' · Perišić 53' · Olić 65' · Schildenfeld 87' · Pranjić 90+4' | Chi tiết | Tettey 80' |

| Bulgaria                  | 2–2      | Ý                          |
| ------------------------- | -------- | -------------------------- |
| Popov 11' · Mitsanski 17' | Chi tiết | Minev 4' (l.n.) · Éder 84' |

| Croatia       | 1–1      | Ý                    |
| ------------- | -------- | -------------------- |
| Mandžukić 11' | Chi tiết | Candreva 36' (ph.đ.) |

| Malta | 0–1      | Bulgaria     |
| ----- | -------- | ------------ |
|       | Chi tiết | I. Popov 56' |

| Na Uy | 0–0      | Azerbaijan |
| ----- | -------- | ---------- |
|       | Chi tiết |            |

| Azerbaijan | 0–0      | Croatia |
| ---------- | -------- | ------- |
|            | Chi tiết |         |

| Bulgaria | 0–1      | Na Uy      |
| -------- | -------- | ---------- |
|          | Chi tiết | Forren 57' |

| Ý         | 1–0      | Malta |
| --------- | -------- | ----- |
| Pellè 69' | Chi tiết |       |

| Malta                    | 2–2      | Azerbaijan           |
| ------------------------ | -------- | -------------------- |
| Mifsud 55' · Effiong 71' | Chi tiết | Amirguliyev 36', 80' |

| Na Uy                           | 2–0      | Croatia |
| ------------------------------- | -------- | ------- |
| Berget 51' · Ćorluka 69' (l.n.) | Chi tiết |         |

| Ý                   | 1–0      | Bulgaria |
| ------------------- | -------- | -------- |
| De Rossi 6' (ph.đ.) | Chi tiết |          |

| Azerbaijan  | 1–3      | Ý                                        |
| ----------- | -------- | ---------------------------------------- |
| Nazarov 31' | Chi tiết | Éder 11' · El Shaarawy 43' · Darmian 65' |

| Na Uy                      | 2–0      | Malta |
| -------------------------- | -------- | ----- |
| Tettey 19' · Søderlund 52' | Chi tiết |       |

| Croatia                                   | 3–0      | Bulgaria |
| ----------------------------------------- | -------- | -------- |
| Perišić 2' · Rakitić 42' · N. Kalinić 81' | Chi tiết |          |

| Bulgaria                          | 2–0      | Azerbaijan |
| --------------------------------- | -------- | ---------- |
| M. Aleksandrov 20' · Rangelov 56' | Chi tiết |            |

| Ý                        | 2–1      | Na Uy      |
| ------------------------ | -------- | ---------- |
| Florenzi 73' · Pellè 82' | Chi tiết | Tettey 23' |

| Malta | 0–1      | Croatia     |
| ----- | -------- | ----------- |
|       | Chi tiết | Perišić 25' |

## Danh sách cầu thủ ghi bàn
6 bàn
- Ivan Perišić

3 bàn
- Dimitrij Nazarov
- Graziano Pellè
- Alexander Tettey

2 bàn
- Rahid Amirguliyev
- Iliyan Mitsanski
- Ivelin Popov
- Marcelo Brozović
- Andrej Kramarić
- Luka Modrić
- Antonio Candreva
- Giorgio Chiellini
- Éder
- Joshua King

1 bàn
- Javid Huseynov
- Mihail Aleksandrov
- Nikolay Bodurov
- Andrey Galabinov
- Ventsislav Hristov
- Dimitar Rangelov
- Nikola Kalinić
- Mario Mandžukić
- Ivica Olić
- Danijel Pranjić
- Ivan Rakitić
- Gordon Schildenfeld
- Leonardo Bonucci
- Matteo Darmian
- Daniele De Rossi
- Stephan El Shaarawy
- Alessandro Florenzi
- Simone Zaza
- Alfred Effiong
- Clayton Failla
- Michael Mifsud
- Jo Inge Berget
- Mats Møller Dæhli
- Tarik Elyounoussi
- Vegard Forren
- Håvard Nielsen
- Håvard Nordtveit
- Alexander Søderlund

phản lưới nhà
- Rashad Sadygov (trong trận gặp Croatia)
- Nikolay Bodurov (trong trận gặp Croatia)
- Yordan Minev (trong trận gặp Ý)
- Vedran Ćorluka (trong trận gặp Na Uy)
- Giorgio Chiellini (trong trận gặp Azerbaijan)

## Kỷ luật
Một cầu thủ được tự động bị treo giò trận tới những tội sau đây:
- Nhận thẻ đỏ (hệ thống treo thẻ đỏ có thể được mở rộng cho tội phạm nghiêm trọng)
- Nhận ba thẻ vàng trong ba trận đấu khác nhau, cũng như sau khi thứ năm và bất kỳ thẻ vàng sau (hệ thống treo thẻ vàng được chuyển sang vòng play-off, nhưng không phải là trận chung kết hoặc bất kỳ trận đấu quốc tế khác trong tương lai)

Các hệ thống treo sau đã (hoặc sẽ) phục vụ trong các trận đấu vòng loại:
| Đội        | Cầu thủ           | Vi phạm                                                                                                   | Bị treo giò trận đấu |
| ---------- | ----------------- | --- | --- |
| Azerbaijan | Maksim Medvedev   | v Nga (15 tháng 10 năm 2013)                                                                              | v Bulgaria (9 tháng 9 năm 2014) |
| Azerbaijan | Badavi Guseynov   | v Ý (10 tháng 10 năm 2015)                                                                                | v Bulgaria (13 tháng 10 năm 2015) |
| Bulgaria   | Petar Zanev       | v Cộng hòa Séc (15 tháng 10 năm 2013)                                                                     | v Azerbaijan (9 tháng 9 năm 2014) |
| Bulgaria   | Svetoslav Dyakov  | v Ý (28 tháng 3 năm 2015) · v Malta (12 tháng 6 năm 2015) · v Ý (6 tháng 9 năm 2015)                      | v Croatia (10 tháng 10 năm 2015) |
| Bulgaria   | Yordan Minev      | v Na Uy (13 tháng 10 năm 2014) · v Na Uy (3 tháng 9 năm 2015) · v Ý (6 tháng 9 năm 2015)                  | v Croatia (10 tháng 10 năm 2015) |
| Bulgaria   | Iliyan Mitsanski  | v Ý (6 tháng 9 năm 2015)                                                                                  | v Croatia (10 tháng 10 năm 2015) |
| Croatia    | Josip Šimunić     | v Iceland (19 tháng 11 năm 2013)                                                                          | v Malta (9 tháng 9 năm 2014) v Bulgaria (10 tháng 10 năm 2014) v Azerbaijan (13 tháng 10 năm 2014) v Ý (16 tháng 11 năm 2014) v Na Uy (28 tháng 3 năm 2015) v Ý (12 tháng 6 năm 2015) v Azerbaijan (3 tháng 9 năm 2015) |
| Croatia    | Ante Rebić        | v México (23 tháng 6 năm 2014)                                                                            | v Malta (9 tháng 9 năm 2014) |
| Croatia    | Vedran Ćorluka    | v Na Uy (28 tháng 3 năm 2015)                                                                             | v Ý (12 tháng 6 năm 2015) |
| Croatia    | Darijo Srna       | v Ý (12 tháng 6 năm 2015)                                                                                 | v Azerbaijan (3 tháng 9 năm 2015) |
| Croatia    | Mateo Kovačić     | v Ý (16 tháng 11 năm 2014) · v Ý (12 tháng 6 năm 2015) · v Azerbaijan (3 tháng 9 năm 2015)                | v Na Uy (6 tháng 9 năm 2015) |
| Croatia    | Ivica Olić        | v Bulgaria (10 tháng 10 năm 2014) · v Ý (12 tháng 6 năm 2015) · v Na Uy (6 tháng 9 năm 2015)              | v Bulgaria (10 tháng 10 năm 2015) |
| Croatia    | Duje Čop          | v Bulgaria (10 tháng 10 năm 2015)                                                                         | v Malta (13 tháng 10 năm 2015) |
| Ý          | Claudio Marchisio | v Uruguay (24 tháng 6 năm 2014)                                                                           | v Na Uy (9 tháng 9 năm 2014) |
| Ý          | Leonardo Bonucci  | v Malta (13 tháng 10 năm 2014)                                                                            | v Croatia (16 tháng 11 năm 2014) |
| Ý          | Daniele De Rossi  | v Bulgaria (6 tháng 9 năm 2015)                                                                           | v Azerbaijan (10 tháng 10 năm 2015) |
| Malta      | Steve Borg        | v Croatia (9 tháng 9 năm 2014)                                                                            | v Na Uy (10 tháng 10 năm 2014) v Ý (13 tháng 10 năm 2014) v Bulgaria (16 tháng 11 năm 2014) |
| Malta      | Michael Mifsud    | v Ý (13 tháng 10 năm 2014)                                                                                | v Bulgaria (16 tháng 11 năm 2014) |
| Malta      | Paul Fenech       | v Bulgaria (16 tháng 11 năm 2014) · v Bulgaria (12 tháng 6 năm 2015) · v Ý (3 tháng 9 năm 2015)           | v Azerbaijan (6 tháng 9 năm 2015) |
| Na Uy      | Tarik Elyounoussi | v Bulgaria (13 tháng 10 năm 2014) · v Azerbaijan (16 tháng 11 năm 2014) · v Croatia (28 tháng 3 năm 2015) | v Azerbaijan (12 tháng 6 năm 2015) |